# Göteborgs Stadsteater
El Göteborgs Stadsteater (Teatre de la Ciutat de Göteborg) és un teatre situat a Götaplatsen de la ciutat de Göteborg, (Suècia). Es va inaugurar el 29 de setembre de 1934. El teatre va ser dissenyat per Carl Bergsten que li va donar un aspecte neoclàssic a l'exterior, amb un toc d'art déco. El gran escenari té una capacitat per a 600 persones. També disposa d'una segona sala anomenada Studio.